# Tempel (Lied)
Tempel ist ein Lied der Dark-Wave-Band Relatives Menschsein, das die Band 1990 veröffentlichte.

## Hintergrund und Veröffentlichungen
Tempel ist das erste von Relatives Menschsein geschriebenen und aufgenommenen Stücke. Wolfgang A. „Amadeus“ Mödl, Jörg „Jogy“ Wolfgram und Lisa „Lissy“ Mödl hatten sich im Juni 1990 in einer Diskothek kennengelernt und Tags darauf mit provisorischem Equipment Tempel aufgenommen. Wolfgram schrieb und arrangierte die Musik. „Lissy“ Mödl verfasste den Text den „Amadeus“ Mödl rezitativ einsprach. Die Aufnahmen hörte Bruno Kramm zufällig, woraufhin er diese als MC-EP unter dem Titel Moritat über Danse Macabre veröffentlichte.
Das Stück, und das ebenfalls auf Moritat enthaltene Verflucht, machte die Band in der schwarzen Szene bekannt und entwickelt sich zu einem Clubhit. Tempel wurde so neben Verflucht der größte Erfolg für Relatives Menschsein, ein beständiger Titel im Live-Repertoire und ein Clubhit in der schwarzen Szene. Da es in der Frühphase des Genres Neue Deutsche Todeskunst erschien und als Clubhit Reichweite besaß gilt es als eines der Urstücke des Genres.

## Musik und Text
Tempel wurde im 3/4-Takt und im Grundton a-Moll bei einem Tempo von 132 BpM geschrieben. Der Walzerschritt wird mit dem gerufenen Refrain „In den Tempel des Tyrannen!“ und einem kurzen Staccato gebrochen. Das Stück gilt als energiegeladen. Die Musik der Strophen ist vom Klavier getragen ohne Perkussionsinstrumente als Begleitung des Vortrags aufgebaut.

„Es wird nicht gesungen, sondern in dramatischer Sprache werden ergreifende Worte der verzweifelten Poesie theatralisch rezitiert. Dazu ein musikalisches Gerüst, das eher zur bebilderten Untermalung dient. […] Ein elektronischer Streichersatz und ein Klavier begleiten das tragische Schicksal, das in ‚Tempel‘ erzählt wird.“

In Tempel berichtet das lyrische Ich über das eigene Schicksal in einem Arbeits- und Vernichtungslager von der Verhaftung bis zur Hinrichtung. Dabei ist der Text um eine exaltierte Sprache bemüht, die sich einer künstlerischen bis gekünstelten Ästhetik bemüht.

„Ahnungslos roll ich der Nekropole entgegen 

Der Zug hält an: Endstation 

Die Verschläge werden entriegelt 

Licht der kargen Hoffnung fällt ein 

Doch meine Sinne sind nur geblendet 

Ich werde durch das Tor geführt 

in den Tempel des Tyrannen“